# 히포카우스툼
히포카우스툼(라틴어: hypocaustum)는 뜨거운 공기로 바닥 아래를 데우는 고대 로마의 난방 시스템이다. 하이포코스트(hypocaust)라는 단어는 고대 그리스어로 아래를 뜻하는 hypo 라는 단어와 태웠다는 뜻인 caust-에서 유래됐다.

## 다른 나라
이와 비슷한 난방 시스템으로, 한국과 중국에는 각각 사용하는 온돌과 강이 있다.

## 같이 보기
- 바닥밑 난방(en:Underfloor heating)
- 대류 난방기(en:Convection heater)
- 라디에이터
- 보일러
- 코타츠
- 이로리
- 난로
  - 벽난로
  - 석유난로
  - 전기난로
- 온돌
- 강
- 화로
- 전기장판
- 중앙 난방